# Zaramo (peuple)
Les Zaramo sont un peuple bantou d'Afrique de l'Est établi en Tanzanie.

## Ethnonymie
Selon les sources, on rencontre plusieurs variantes de l'ethnonyme : Dzalamo, Myagatwa, Pazi, Saramo, Wasaramo, Waxaramo, Wazaramo, Zalamo, Zalamu, Zaramos, Zaramu.

## Population
Leur nombre était estimé à 656 730 en 2000.

## Langues
Quelques personnes âgées continuent à parler le zaramo, mais la majorité de la population s'exprime en swahili.